# Америндські мови
Амери́ндські мо́ви — це мовна макросім'я, запропонована Дж. Грінбергом. Грінберг припустив, що всі індіанські мови Америки належать до однієї з трьох мовних сімей. Згідно з його гіпотезою, лише незначна кількість мов, сконцентрованих у Північній Америці, належать до запропонованих раніше мовних сімей на-дене та ескімосько-алеутських мов. Усі інші мови, які зазвичай розглядаються як пов'язані у десятки окремих і неспоріднених між собою мовних сімей, Грінберг відносить до америндської макросім'ї. Через велику кількість методологічних прорахунків у дослідженні подібності між мовами цю гіпотезу було здебільшого відхилено лінгвістичною спільнотою.